# 出釈迦寺
出釈迦寺（しゅっしゃかじ）は、香川県善通寺市にある真言宗御室派の寺院。我拜師山（がはいしざん）、求聞持院（ぐもんじいん）と号す。本尊は釈迦如来。四国八十八箇所第七十三番札所。
- 本尊真言：のうまく さんまんだ ぼだなん ばく
- ご詠歌：迷いぬる六道衆生（ろくどうしゅじょう）すくわんと　尊き山に出づる釈迦寺（でら）
- 納経印：当寺本尊、奥之院捨身嶽跡、七ヶ所参り恵比寿神、奥之院粟嶋社、奥之院蛭子社、久延毘古神（山田のかかし）

## 概要
弘法大師が真魚と呼ばれていた7歳の時に身を投じた山は奥の院捨身ヶ嶽禅定として、また、大師が虚空蔵菩薩求聞持法を修めたところとして、大師出家の原点であり一代記の中には必ず記される霊跡として大師信仰の重要な大願成就の場所となっている。

## 歴史
寺伝によれば、空海（弘法大師）が7歳の時に倭斬濃山（わしのやま）（現、我拝師山）に登り、「仏門に入って多く人と衆生を救いたいのです。私の願いが叶うなら釈迦如来様、お姿を現して下さい。もし、願いが叶わないのなら私の命を仏に捧げます」と願い、山の断崖から谷へと飛び降りた。すると、落下する空海の前に釈迦如来と天女が現れて抱きとめ、「一生成仏」と宣し、彼の願いが成就された。成人の後に空海は思い出の霊験の山に再度登って、釈迦如来が現われた山を「我拝師山」と名づけ、その山に出釈迦寺を建立し、釈迦如来の尊像を刻んで本尊としたという。
現在の当寺の奥之院である我拝師山山上のお寺は、かつては曼陀羅寺の奥之院であった。1653年巡拝の澄禅のとき麓に寺はなく、屏風を立てたる様の山上に登って少なき平らな所の昔の堂の跡に釈迦如来・石像文殊・弥勒の石像など有りと表現される所に参拝していて、ここに近年お堂を造立しようとしたが一夜にして吹き崩れ割れた板や瓦が多しという状態であった。その後、麓に宗善（～1690年寂）が寺を建立し、山上が札所であるが麓の寺で納経するようになっていた。そして、1920年（大正9年）に札所は麓の寺に移された。
2023年、弘法大師生誕1250年を記念して、大正時代に札所と本尊を麓に移したとき造られたとみられる奥の院安置の秘仏・釈迦如来坐像、地蔵堂安置の宗善のとき造立の弘法大師像が麓の本堂横で初公開され、あわせて奥の院安置されていた市文化財・不動明王立像も公開され、また、大師堂の弘法大師像の顔が目まで見えるまですだれを引き上げられた。

## 伽藍

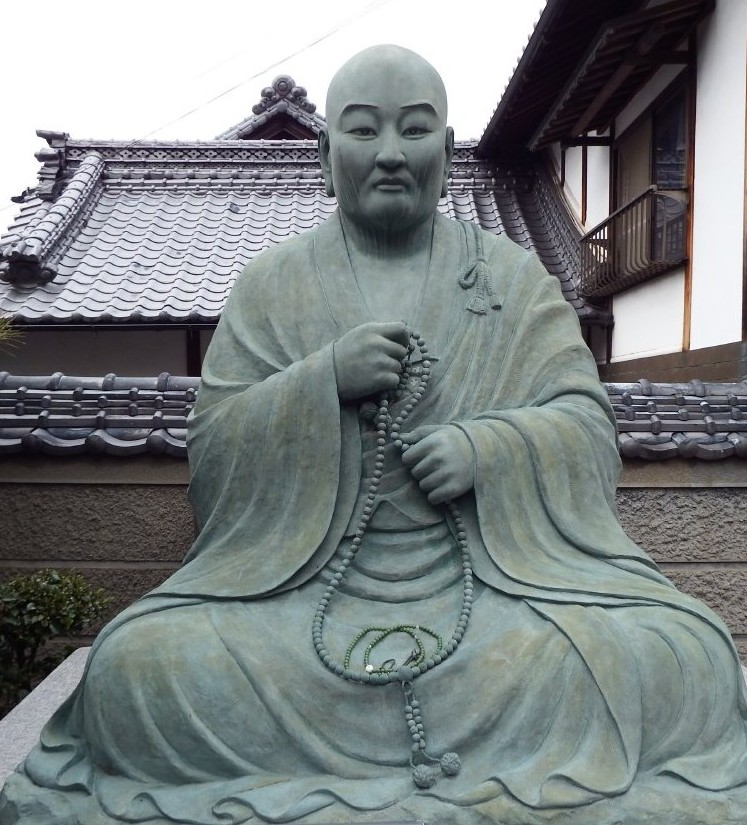
求聞持大師

- 境内への参道：信者寺ゆえ、参道の左側には多くの寄進された石像や記念石や句碑（山頭火「山あれば山を観る」など4基）が並び季節の花が咲く。
- 山門：2008年落慶。
- 本堂：すだれ越しにうっすらと本尊釈迦如来坐像が浮かび上がる。脇陣に虚空蔵菩薩坐像（着色であったが修繕のとき金箔貼に）と不動明王立像（身体は青色で衣は赤に着色）。軒下のホウキは、釈迦の十代弟子の愚鈍な周利槃特(チューダ・パンタカ）は自分のことを愚かだと知っておりいつもホウキで掃除ばかりしていたが、優秀な兄の摩訶槃特(マハー・パンタカ)より先に悟りを得た解脱者になったという逸話から。

- 大師堂：鼻から下の顔が拝顔できる。大師像のまとう緋色の衣は定期的に新調される。
- 地蔵堂：地蔵菩薩石像（坐像）
- 鐘楼堂：2017年5月21日開眼
- 奥之院遥拝所（おくのいんようはいじょ）

奥の院である捨身ヶ嶽禅定の遥拝所。石碑には、身を投げる空海とそれを救う釈迦如来と天女の図が描かれている。この場所で念仏を唱えると、捨身ヶ嶽禅定に登ったのと同じ利益（りやく）が得られると言われており、捨身ヶ嶽禅定の建物を望める。
山門を進み右に折れると左に納経所があり、正面に本堂、その右側が大師堂と並置されている。本堂の左の石段を上がると赤い壁の地蔵堂があり、その先に奥之院遥拝所と大きな石の台座に虚空蔵菩薩石像があり、眼前に奥の院のある我拝師山がそびえる。
- 宿坊：なし
- 駐車場：山門に上がる参道手前に広い駐車場が無料であり。

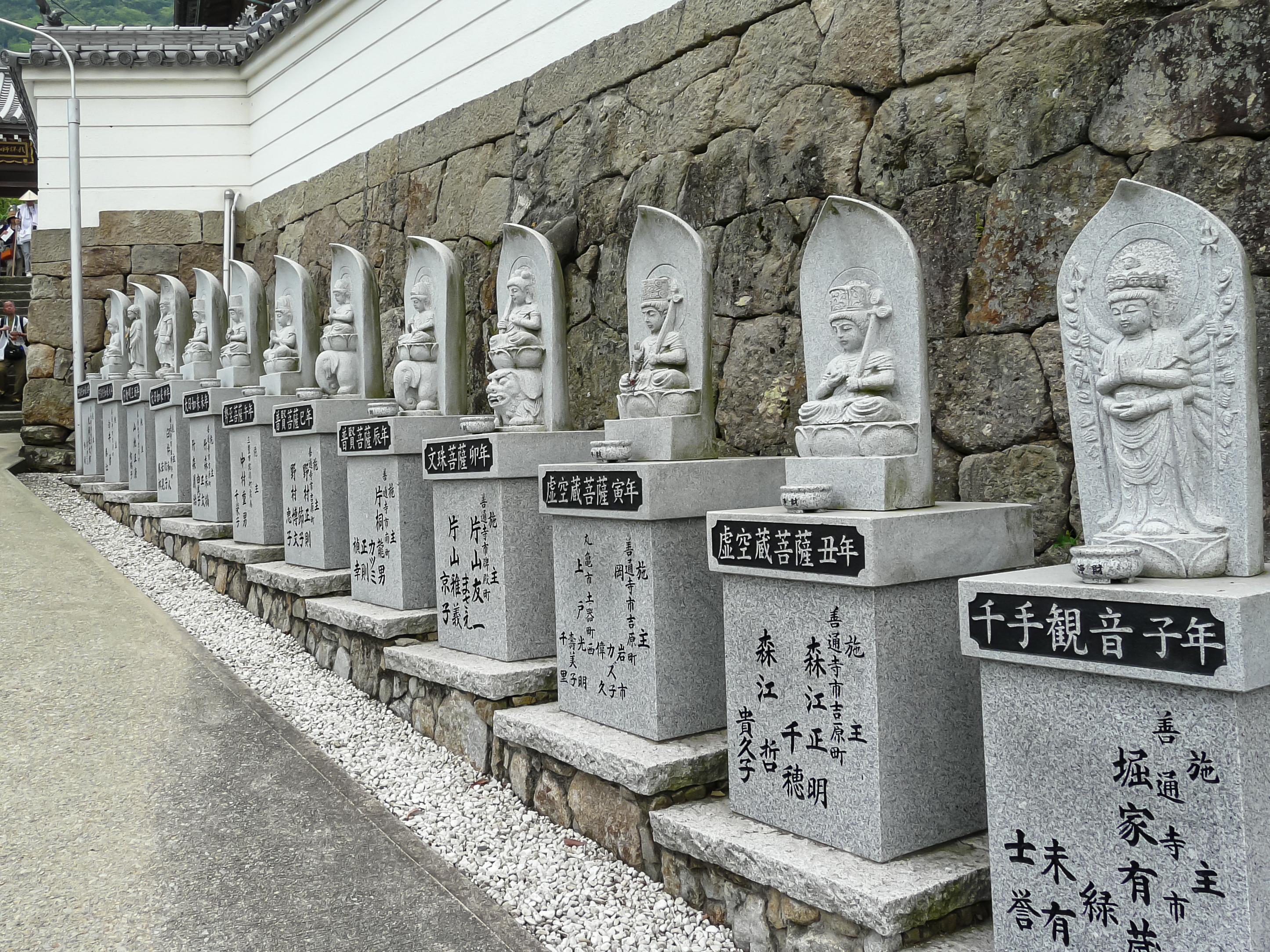
参道脇の石仏
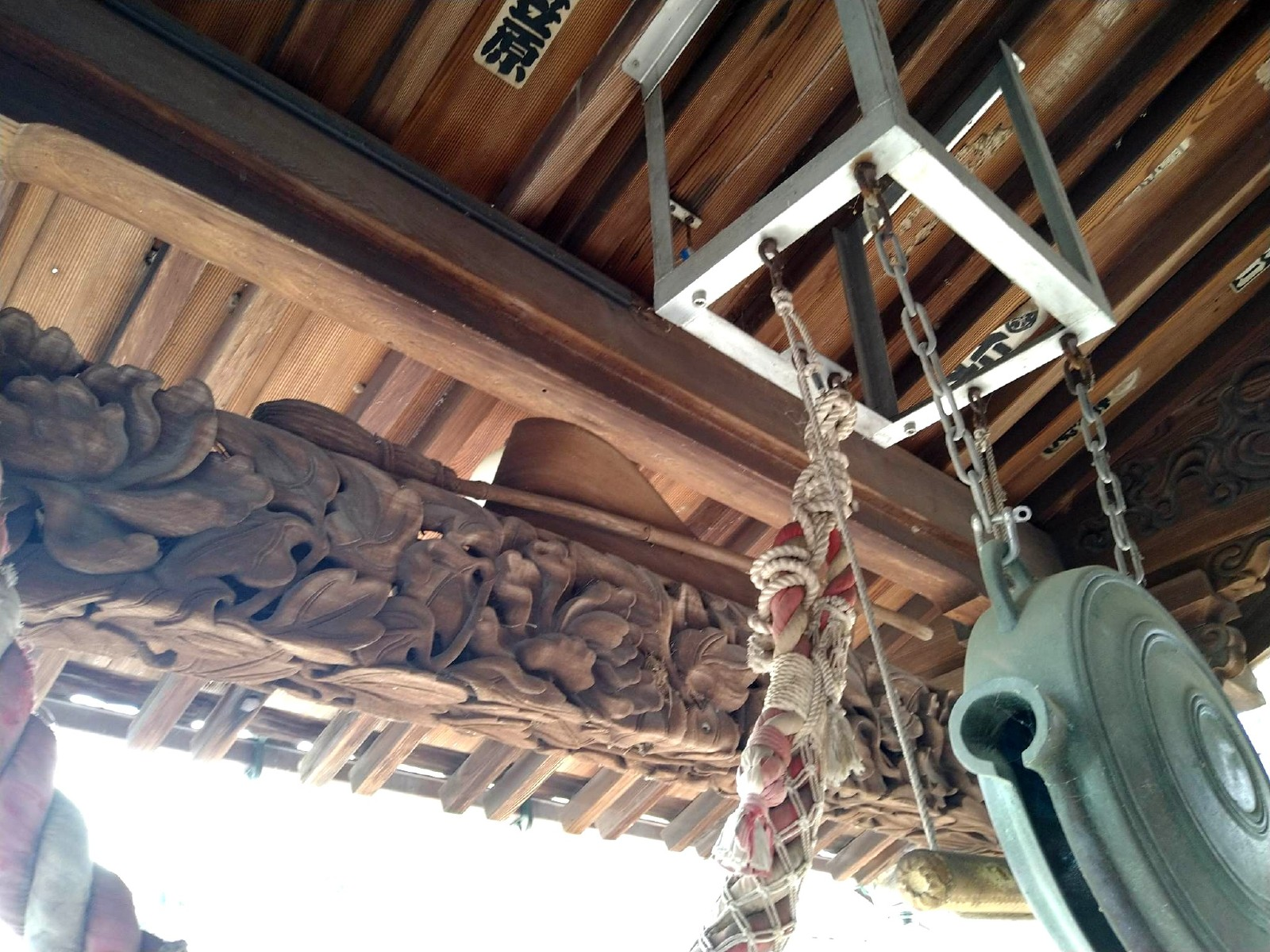
本堂軒下のほうき
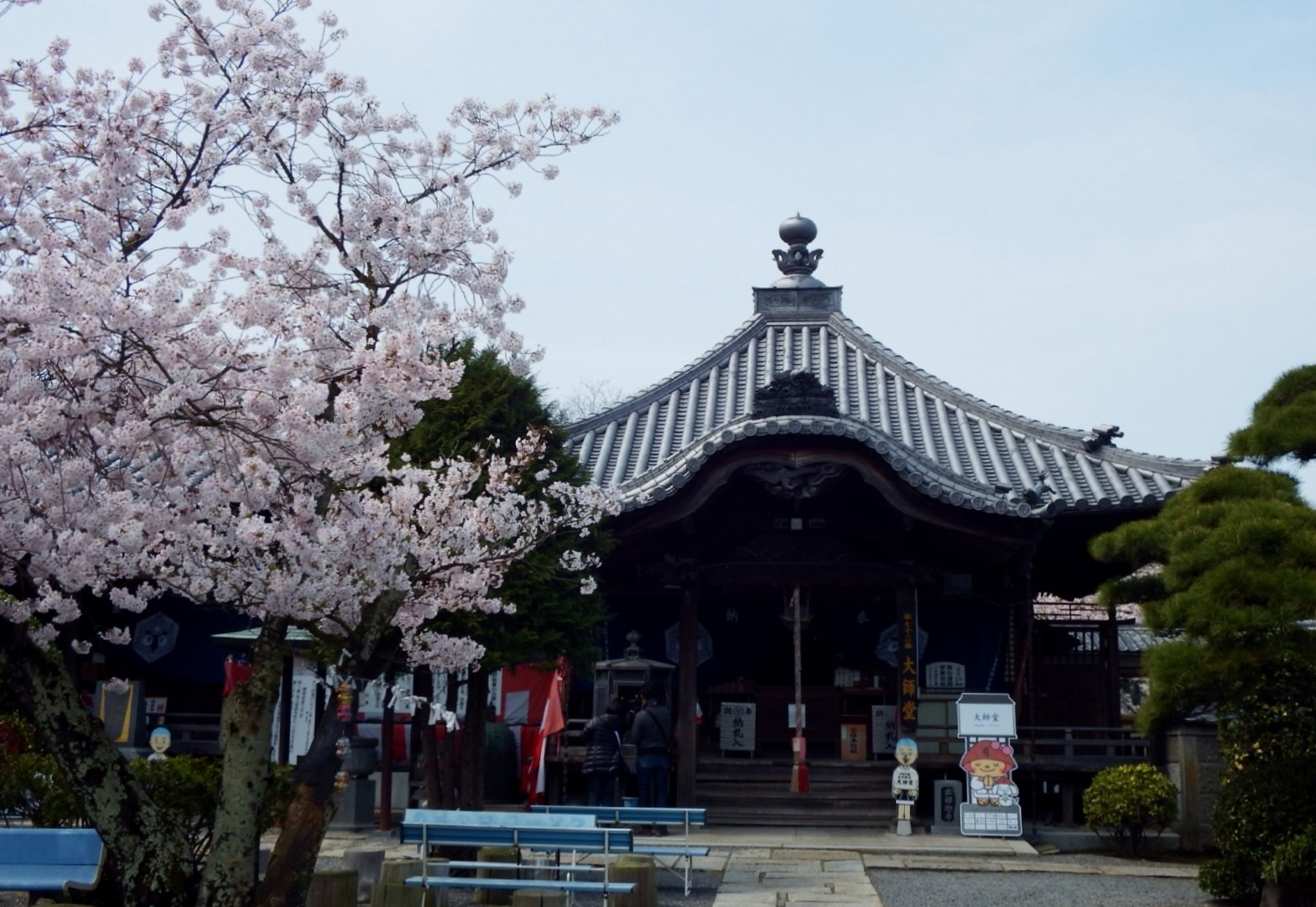
大師堂
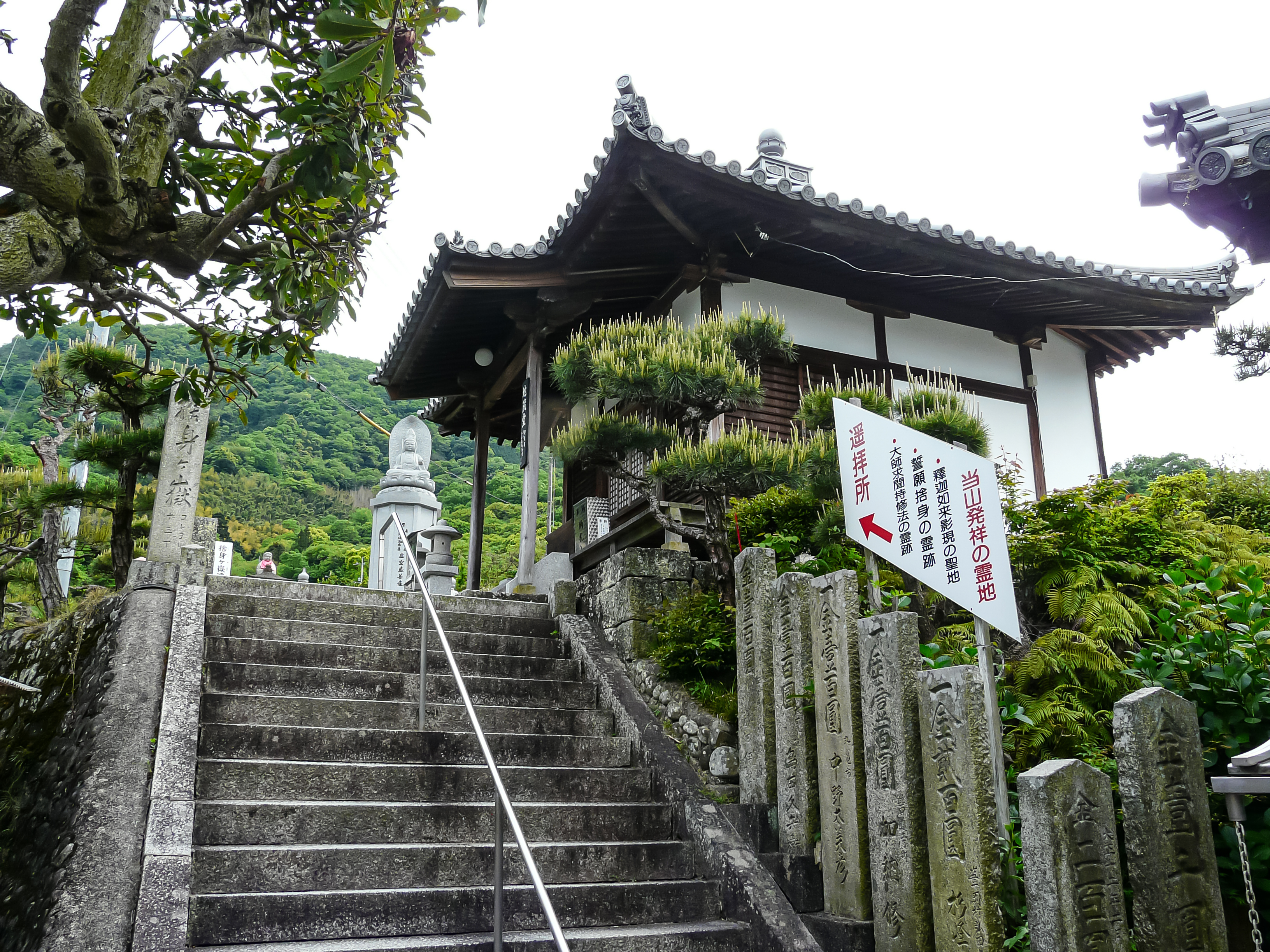
地蔵堂
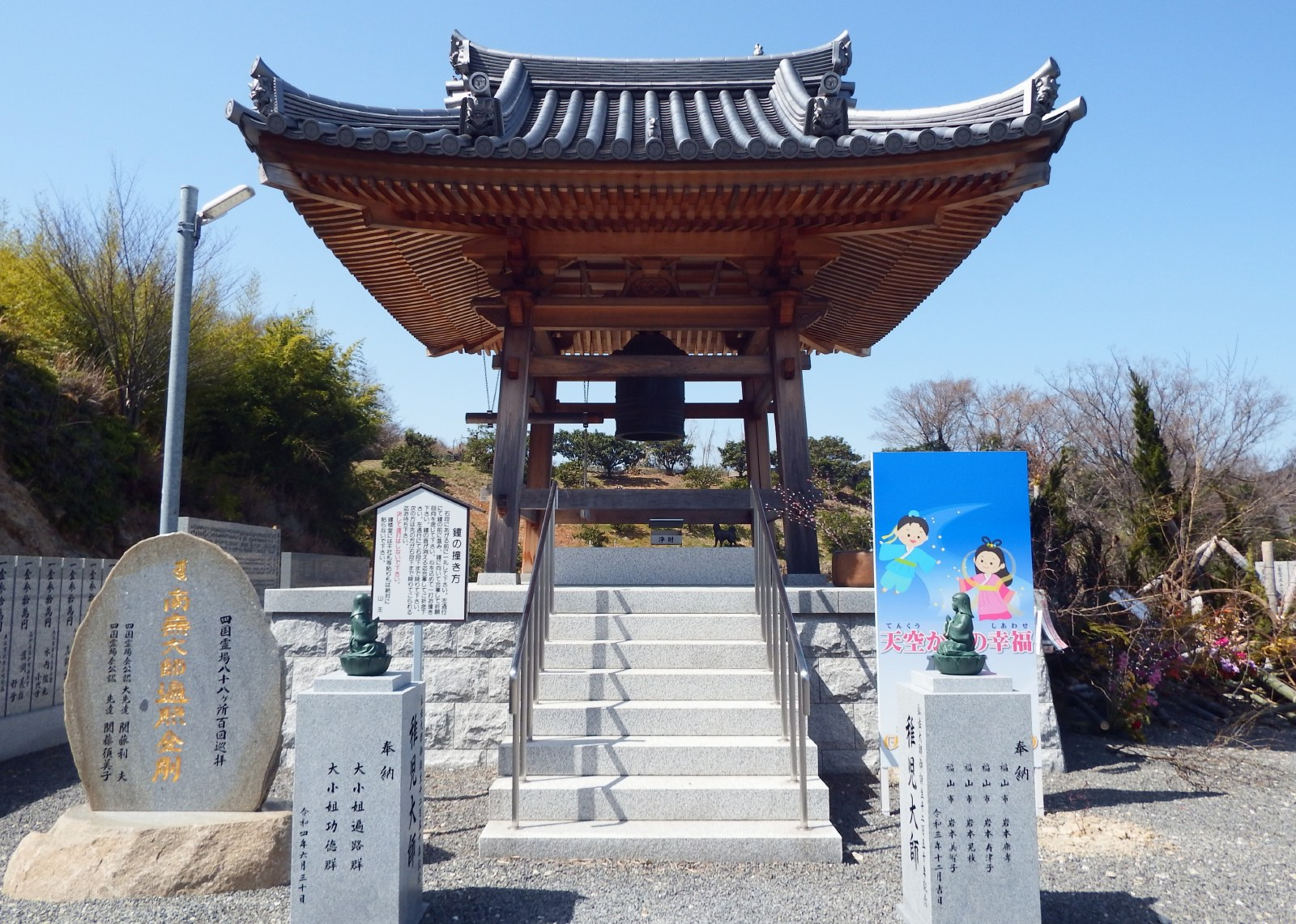
鐘楼堂
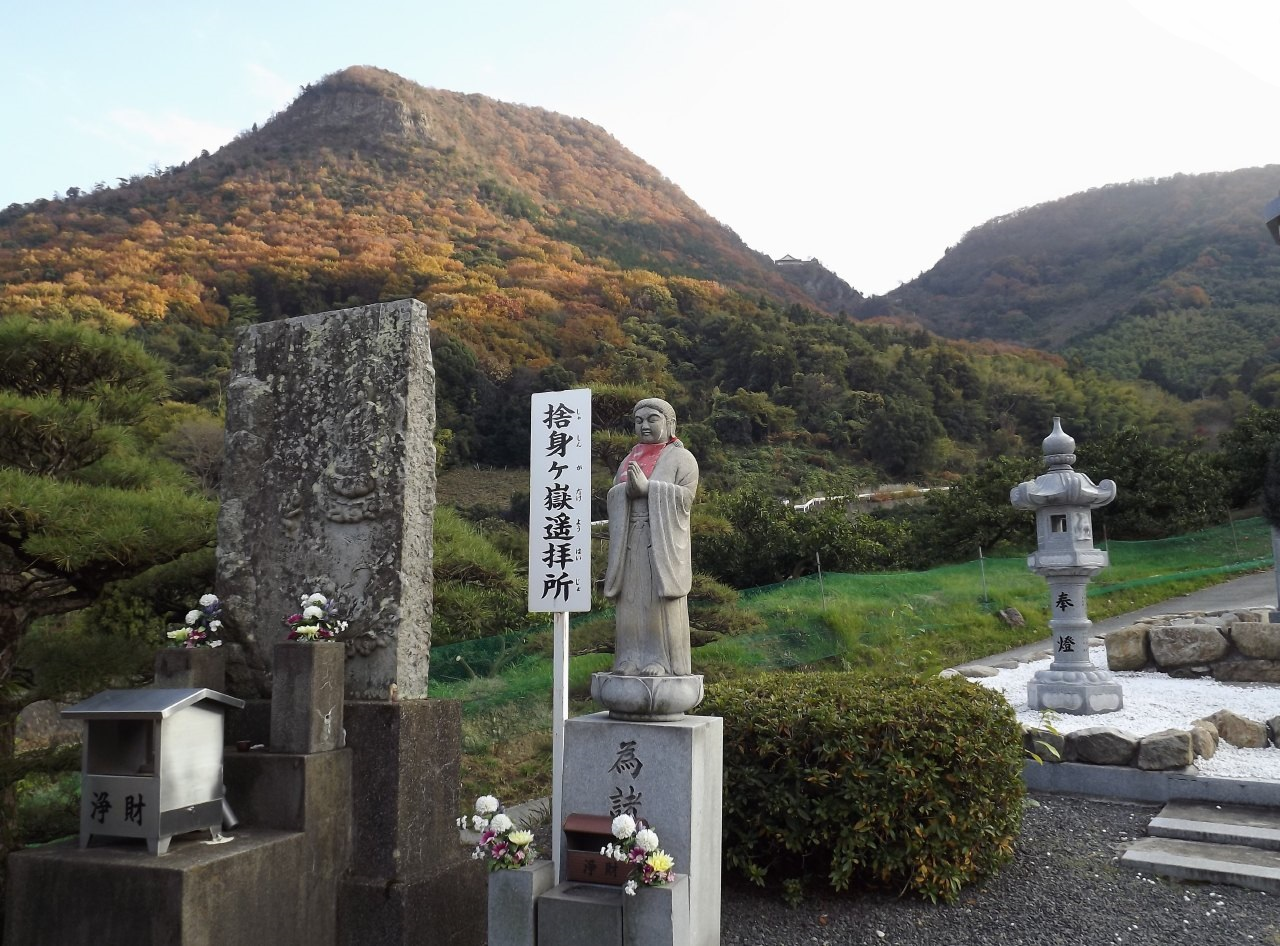
奥之院遥拝所
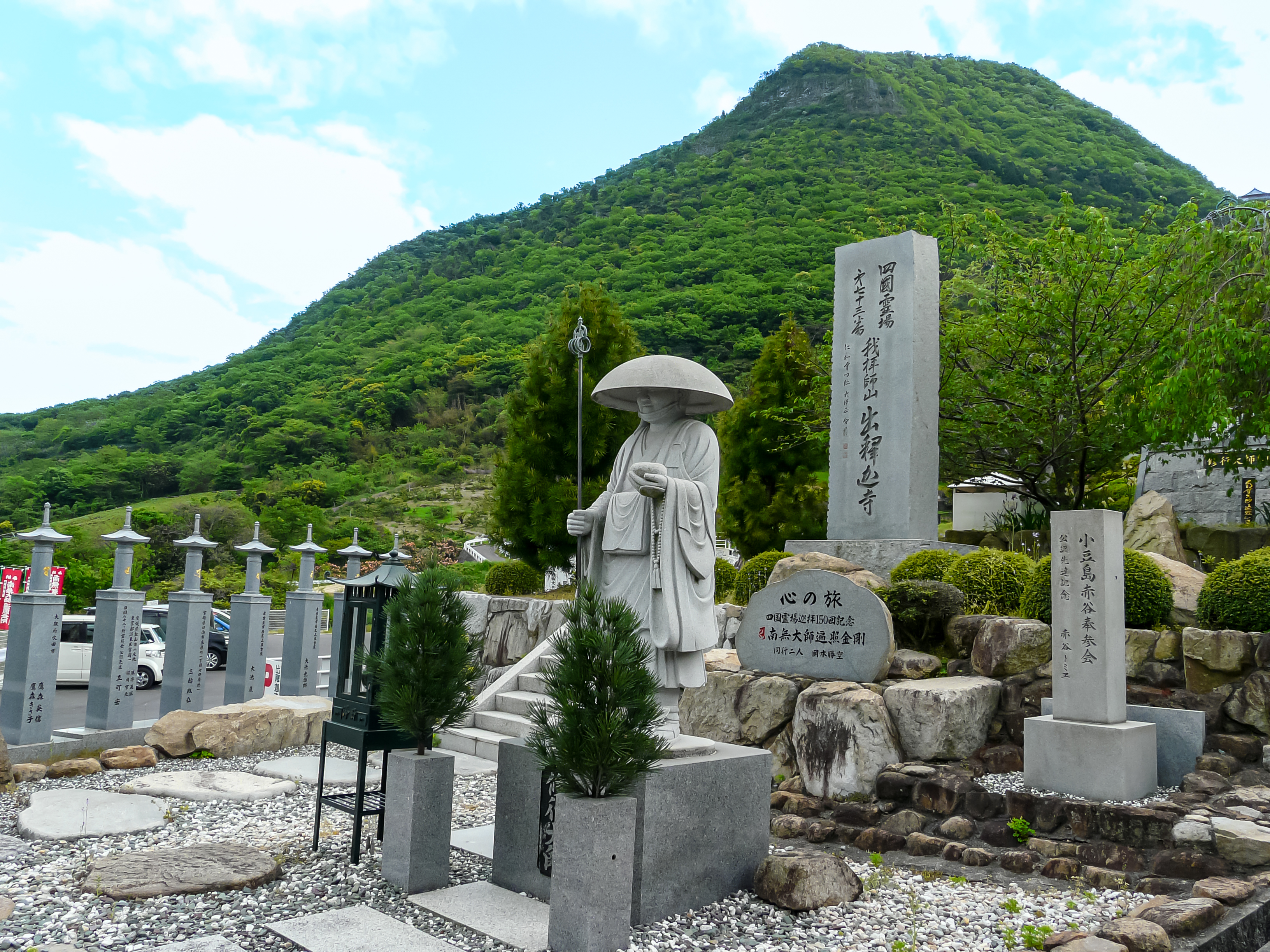
弘法大師像と我拝師山
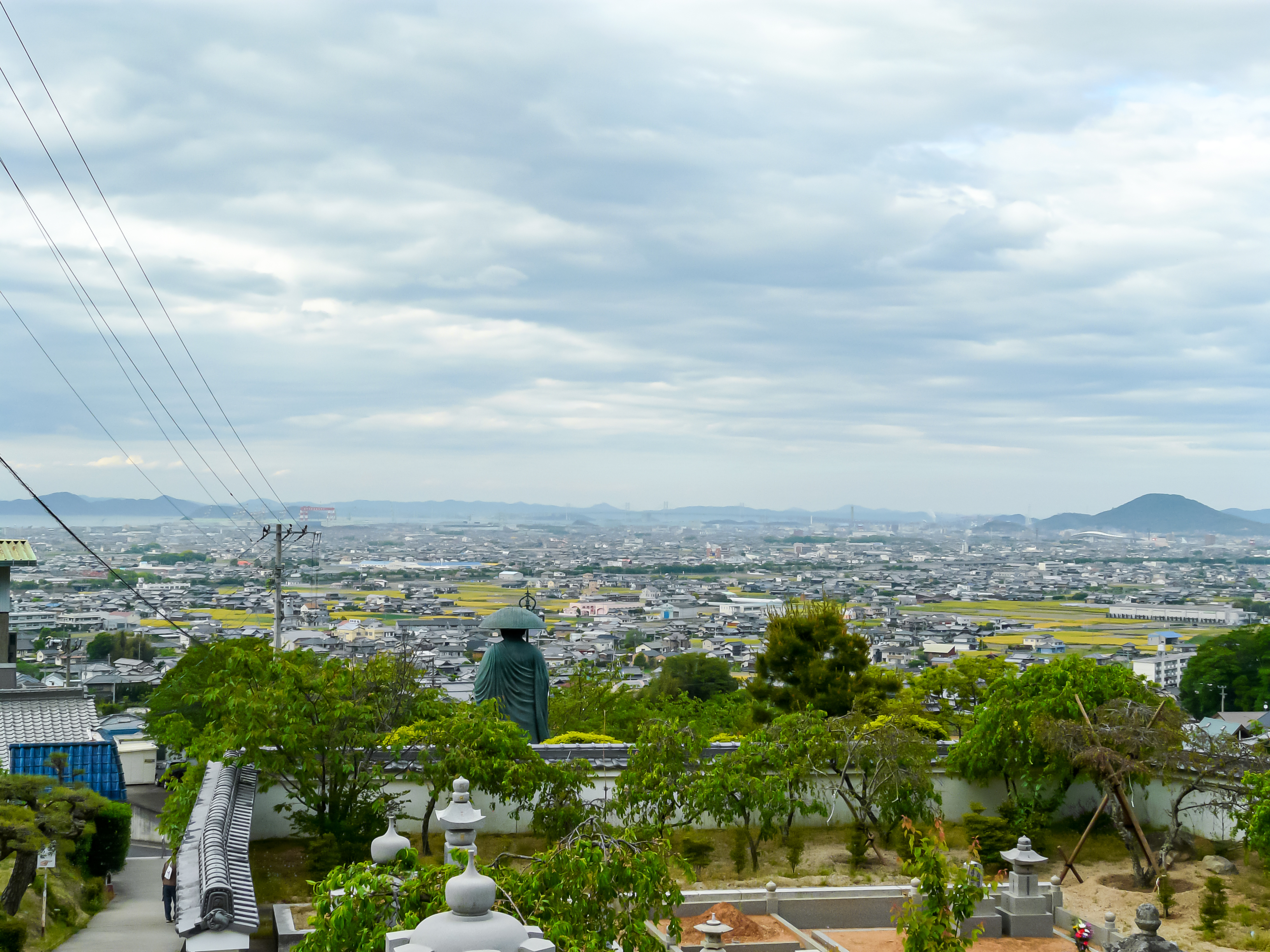
境内からの眺め

## 文化財
国の史跡
- 讃岐遍路道 出釈迦寺境内および奥の院：令和7年6月20日答申。

山上にあったとされる札所は『東寺百合文書』において、弘法大師空海修行地の霊跡「施坂御堂」が所在したとされ、曼荼羅寺の奥の院として機能していた。その後、17世紀中頃までには、山上にあった札所を山麓に移し、現在の境内地に堂宇が建立された。
善通寺市指定有形文化財

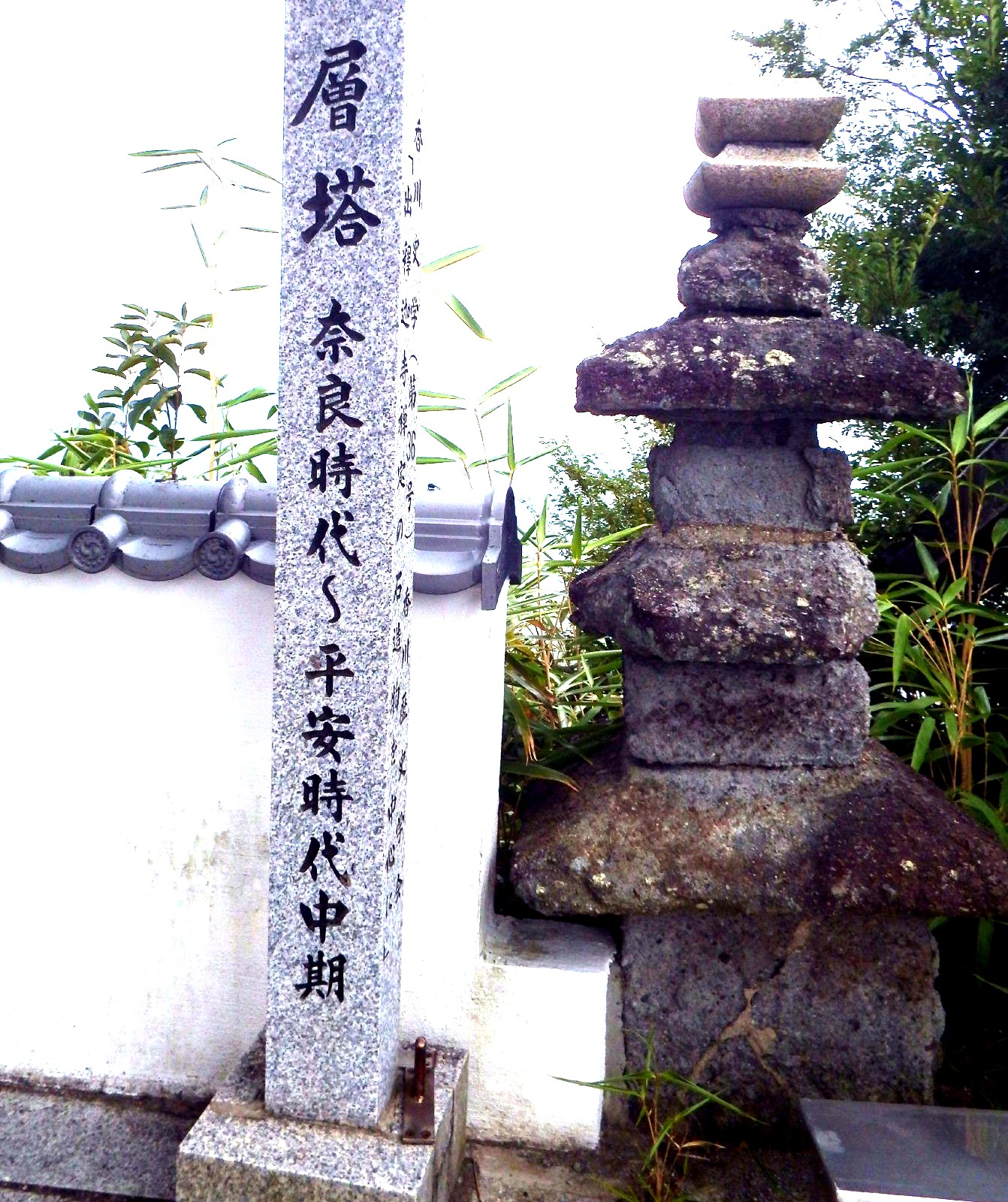
禅定石造層塔

- 木造不動明王立像：平成21年12月25日指定[6]。

檜の寄木造り、彫眼、像高103 cm、平安後期作。2009年10月16日に初めて公開されるまでは、絶対秘仏だった。
- 禅定石造層塔：平成23年4月11日指定[6]。

造立時期は8〜10世紀と推測

## 交通アクセス
鉄道
- 四国旅客鉄道（JR四国） 土讃線 – 善通寺駅 (5.0 km)

道路
- 一般道：香川県道48号善通寺詫間線 吉原 (1.0 km)
- 自動車道：高松自動車道 善通寺IC (6.7 km)

## 奥の院
捨身ヶ嶽禅定 (四国奥之院第一 禅定）
我拝師山（標高481 m）と中山（ちゅうざん 標高439 m）の間に山門があり我拝師山側の標高380 mあたりにある。
出釈迦寺から約1 kmの登山口（駐車場あり）から世坂（よさか）を過ぎると柳の水があり、その上に3台ほどの駐車スペースを越え幾度も折り返しながら登ること徒歩約40分で奥の院「捨身ヶ嶽禅定」の山門に着く。その先の大きな建物が根本御堂（ねもとみどう）で昭和の初め頃、点在していた小さなお堂を統合して建てられた。この地は約300年前に麓に移されるまで札所であった。根本御堂の裏には小さな洞窟があり岩倉大師が祀られていて、さらに鎖場を越え岩場を約100 m登ると稚児大師石像があり、ここが最終目的地で幼き空海が身を投げたといわれる「捨身ヶ嶽のお行場」である。その途中には岩壁に彫られた目治篭彫不動尊をお見逃しなく。
根本御堂では、毎月旧暦の15日夜（7月のみ土用丑の日）に信者（誰でも参加可能）が集まり法要があり宿泊する。
その毎月の法会の時は境内から奥の院まで、無料送迎車がでる。それ以外のときは、納経所に頼むと500円で奥の院山門直下駐車場まで自動車での乗り入れが許可される。（急坂の車道のため運転に自信がある人のみで、普通車以下）

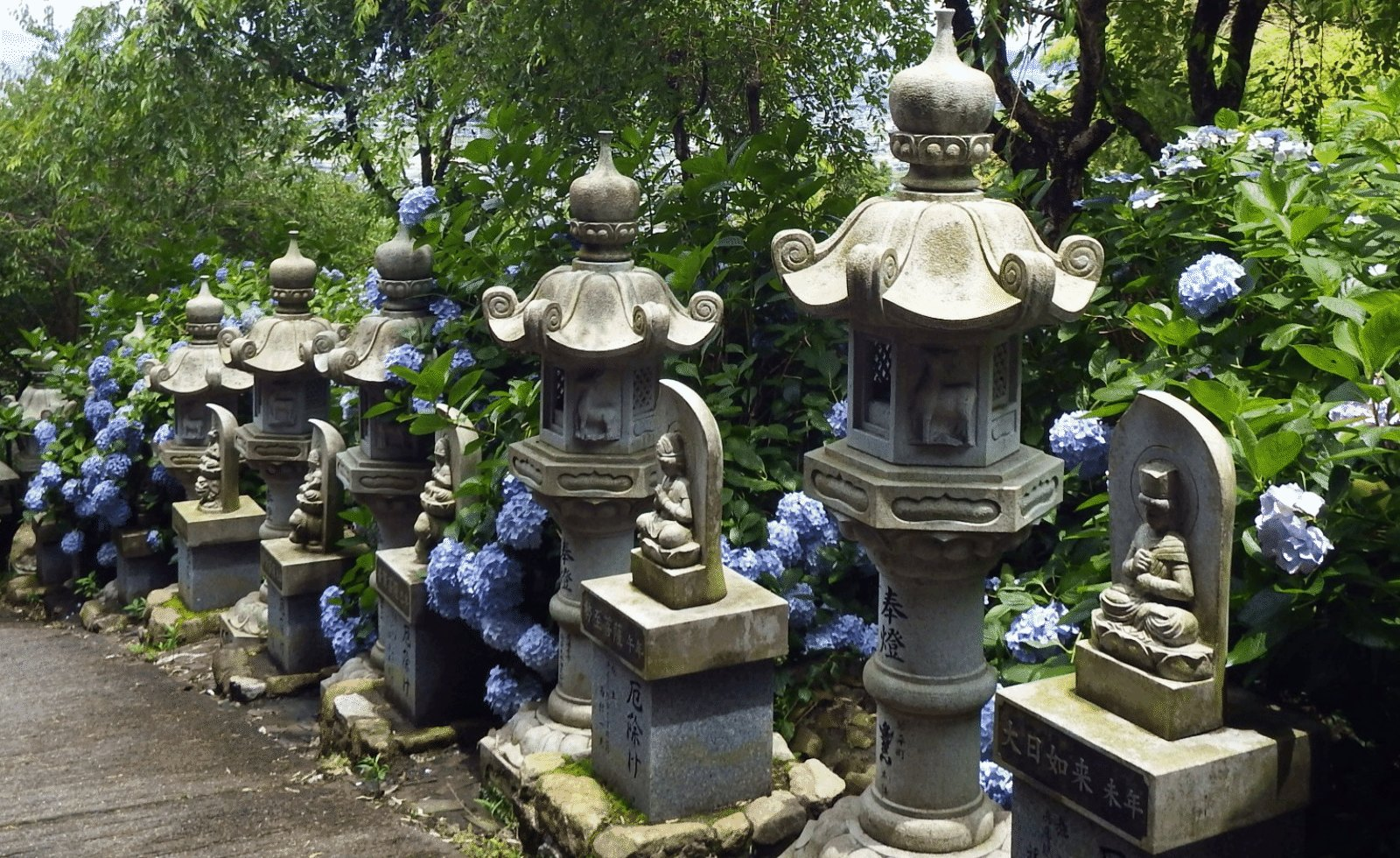
奥の院への参道
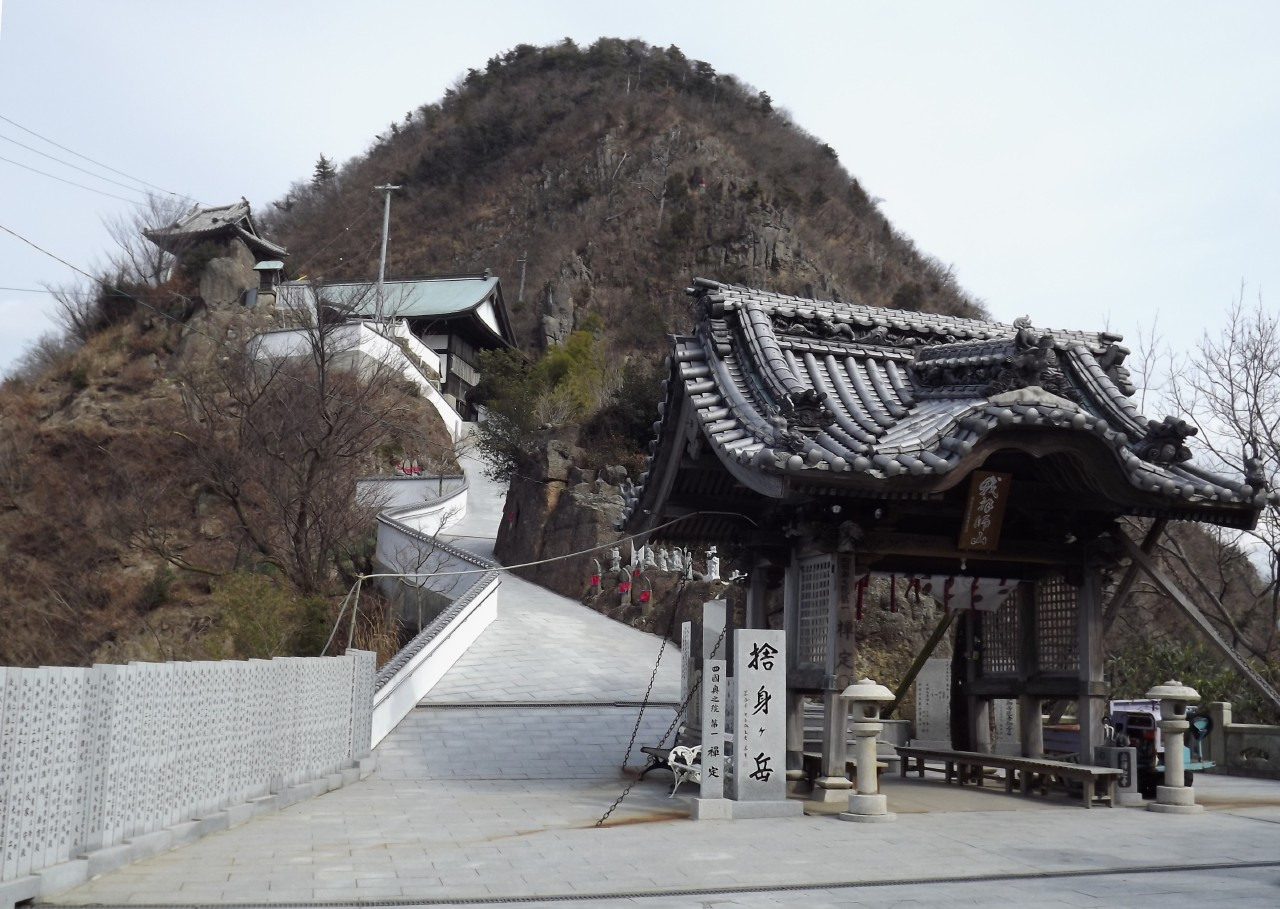
奥の院と我拝師山頂上
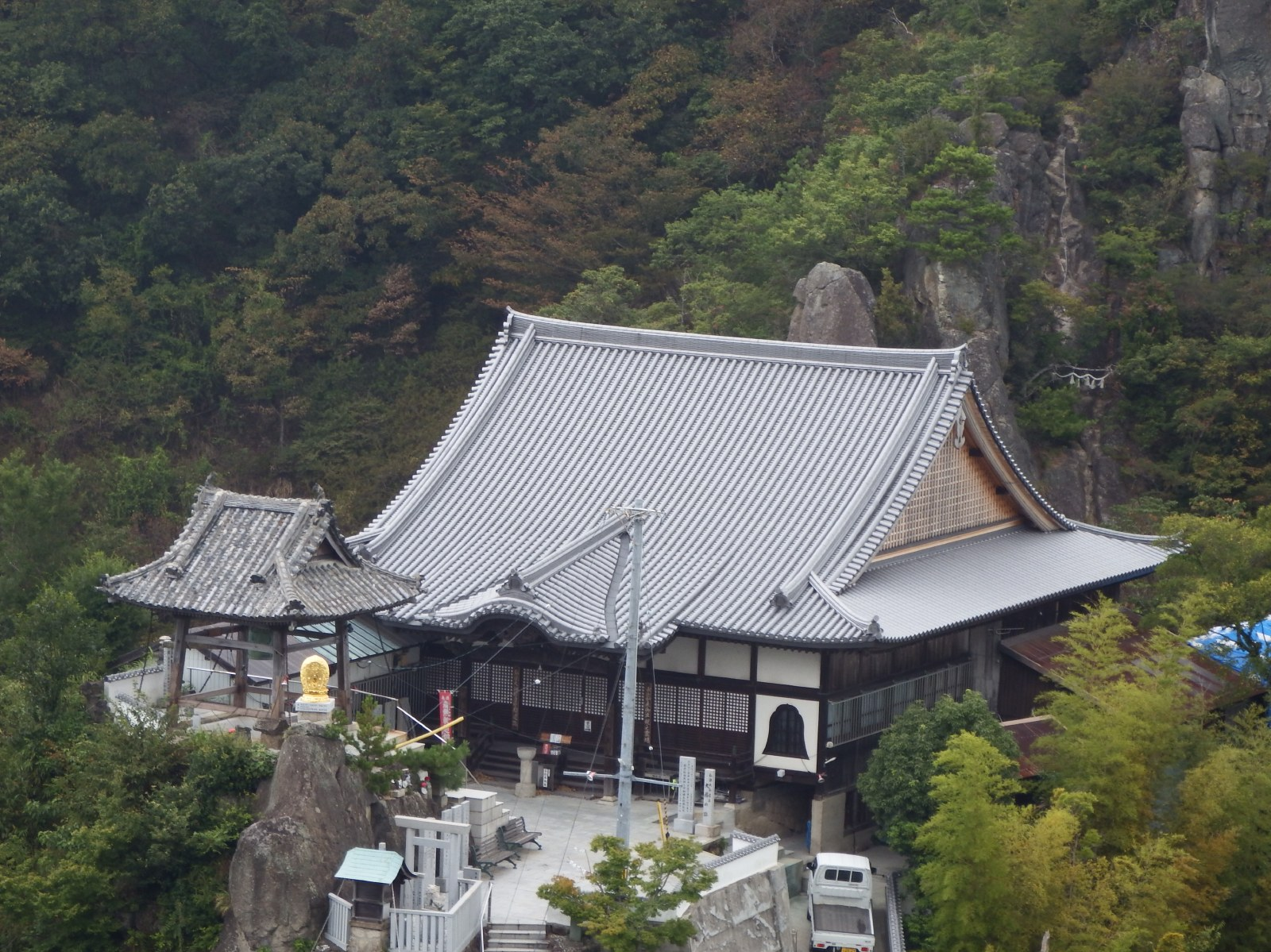
根本御堂
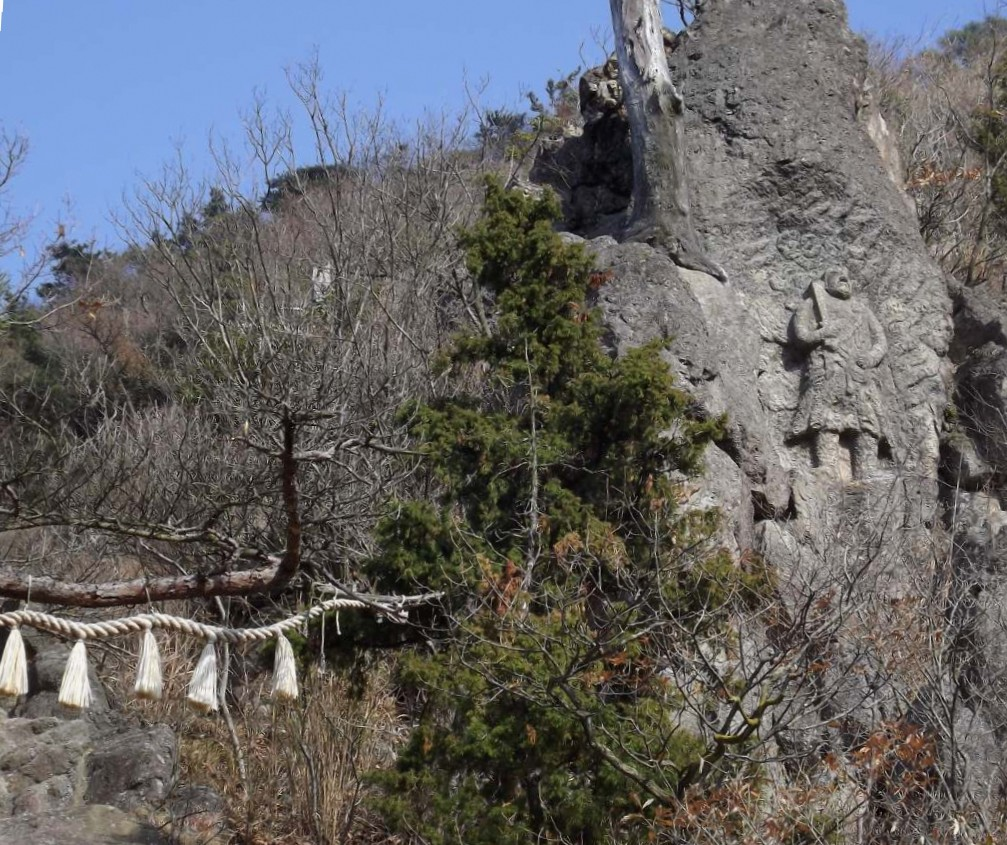
目治篭彫不動尊
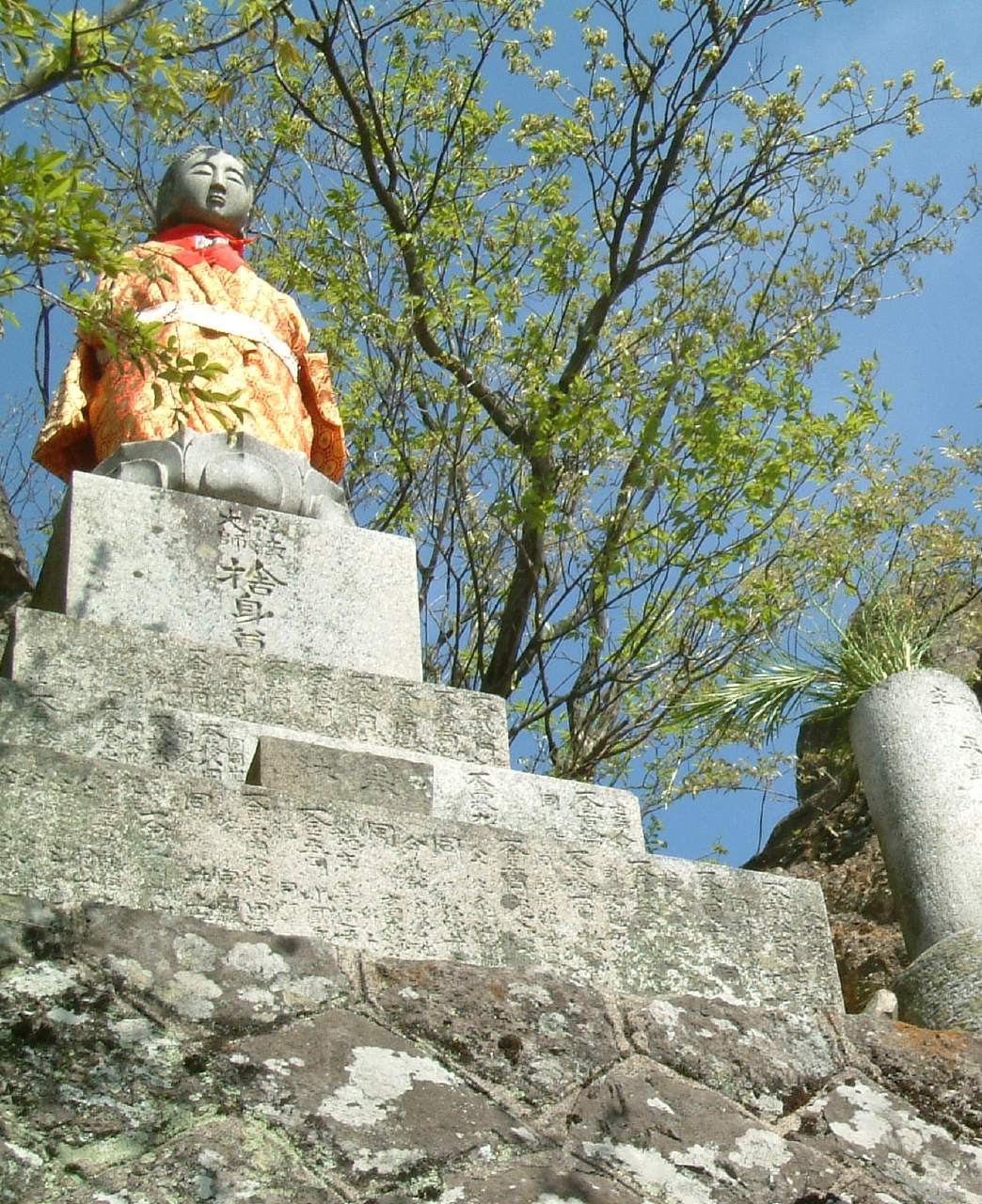
稚児大師石像
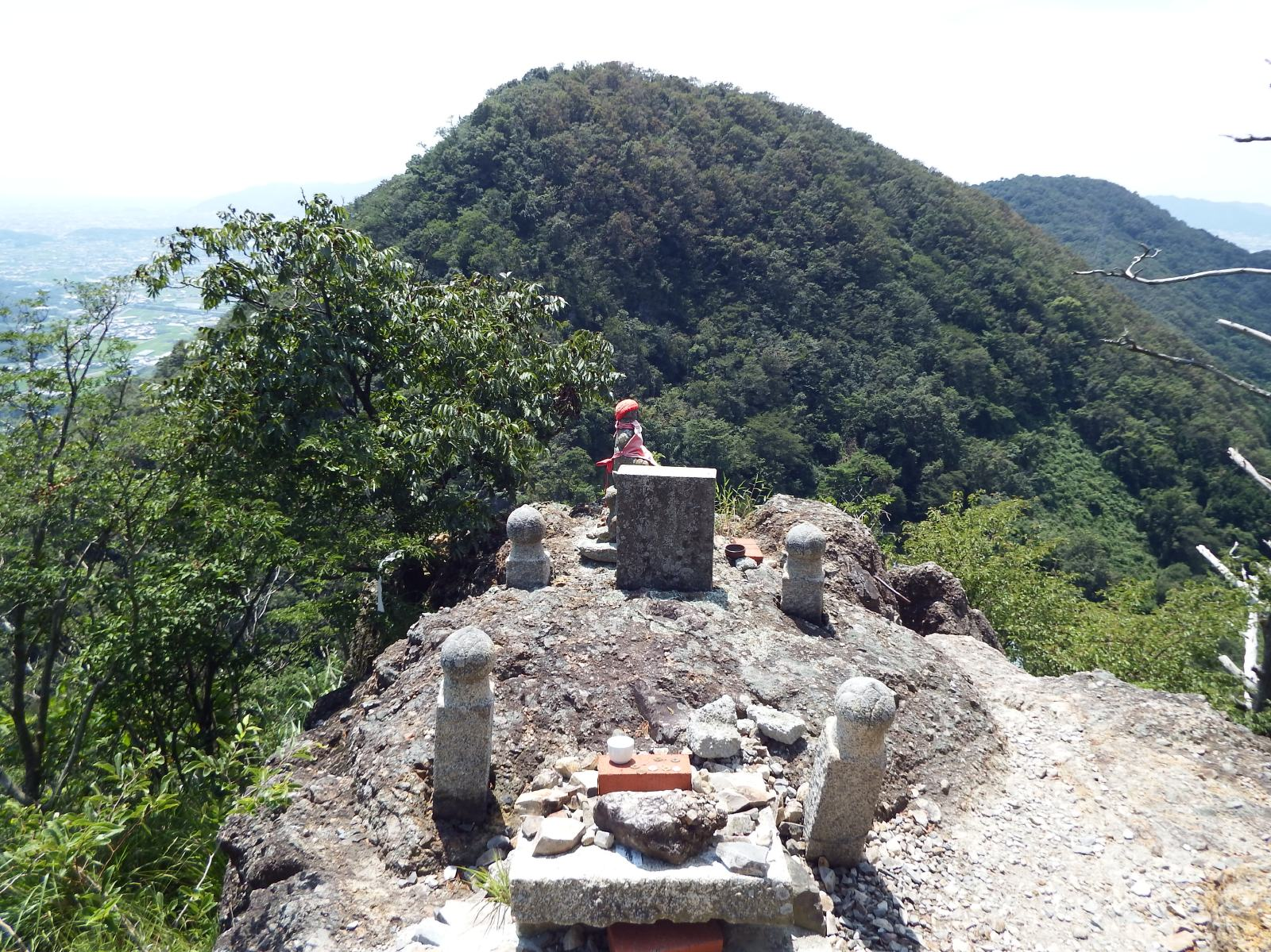
護摩壇

- 世坂の句碑歌碑：西行「筆の山にかき登りても見つるかな 苔の下なる岩の気色を」他1歌が世坂駐車場の入口にあり、その上の壇に「与謝野晶子・寛庭園」があり4歌碑が、すぐ上の参道に5基と4基の燈籠に句碑や短歌が刻まれ、その上に澤田ふじ子「ゆく秋やほころびひどき頭陀袋」「わが許に大師ありますや遍路道」があり、更に上がると3基ある。そして上り切った本堂の前に大西きくゑの歌碑と句碑1基がある。

## 前後の札所
四国八十八箇所
72 曼荼羅寺 --(0.5 km)-- 73 出釈迦寺 --(2.2 km)-- 74 甲山寺